# Heliophobus silbernageli
Heliophobus silbernageli là một loài bướm đêm trong họ Noctuidae.